# ايرو بويرو 260 إيه جي
ايرو بويرو 260 إيه جي (بالإنجليزية: Aero Boero 260AG)‏ هي طائرة زراعية للرش الجوي، أحادية السطح، ويجناح منخفض، وذات محرك واحد، وبمقعد واحد. أنتجت في الأرجنتين. من صناعة ايرو بويرو. كان أول طيران لها في 23 ديسمبر 1972.